# 西滨镇 (晋江市)
西滨镇是福建省晉江市下轄的一個鎮，位於晉江東南部沿海平原，東鄰軍墾農場，南接羅山鎮與石獅市，西、北面為陳埭鎮。全鎮轄區面積2.1平方公里，下轄2個行政村（其中1個是三峽移民村）、1個居委會和1個國營農場，總人口1600多人，外來工人4000多人，耕地面積1600畝，是一個著名的"精品袖珍鎮"。

## 地名由来
西滨因在滨海之西而得名，也称西边。西滨镇名源于西滨农场，而1955年建西滨农场时，因毗邻陈埭镇西滨村，以此作为取名之据。1991年建镇，即沿用“西滨”名称。

## 行政区划
西滨镇共辖1个社区，2个行政村，分别是：
海滨社区、跃进村和思进村。

## 經濟
2002年西濱鎮共有鄉鎮企業76家，鄉鎮企業總產值5.63億元。以生产拖鞋和特色鞋材著称。